# Pierre Demange
Pierre Demange (* um 1990) ist ein französischer Jazzmusiker (Schlagzeug, Komposition).

## Leben und Wirken
Demange, der seit seinem siebten Lebensjahr Schlagzeug spielt, ließ sich am Lycée de la Communication in Metz in Tonberufen ausbilden. Anschließend studierte er von 2009 bis 2012 Filmmusik an der Abteilung S.A.T.I.S. der Universität Aix-Marseille. 2012 zog er nach Paris, um sein Musikstudium in der Jazzklasse am Conservatoire à rayonnement régional de Paris bei Fréderic Delestré und Joe Quitzke zu vervollkommnen und beschäftigte sich zudem mit westafrikanischer Perkussion.
Demange gehörte zunächst zu Henri Texiers Nord-Sud Quintet (Canto Negro, 2011). 2013 bildete er mit Delphine Deau (Piano), Camille Maussion (Saxophon) und Pedro Ivo Ferreira (Bass), die er beim Studium in Paris kennenlernte, das Nefertiti Quartet, mit dem er bisher vier Alben einspielte und international tourte. Auch ist er Teil der von Alexis Bajot-Nercessian gegründeten Gruppe Lown. Weiterhin arbeitete er mit Camille Bertault, Estelle Meyer, dem Orchestre de la Tournée du Cirque d'Hiver Bouglione, Panoramic Project sowie Romain Maron und begleitete die Tanzklassen des Konservatoriums des 18. Arrondissements von Paris. Er ist auch auf Alben von Charlotte Planchou zu hören.
Seit 2009 verfasste Demange die Musik mehrerer Kurs- und Mittelfilme, darunter Le corps noir von Rémy Galvain (2010), der 2011 in Paris den Preis für den besten Film beim Festival International El Sur erhielt, oder Cabaret Crusades, a Path to Cairo von Wael Shawky (2012), und arbeitete mit Emmanuel Rondeau und White Fox Pictures zusammen.

## Preise und Auszeichnungen
Demange gewann 2019 mit dem Nefertiti Quartet 2019 den Euroradio-Jazzwettbewerb und errang dort zudem den Preis als bester Solist.